# Korps-Abteilung A
Die Korps-Abteilung A war einer von mehreren provisorischen Großverbänden der deutschen Wehrmacht in Divisionsgröße, welche in den Jahren 1943 und 1944 aufgestellt wurden.

## Geschichte
Die Korps-Abteilung A wurde am 2. November 1943 bei der Heeresgruppe Süd durch den Wehrkreis I mit Ersatzgestellung durch Allenstein als Division neuer Art aufgestellt. Hierfür wurden die Reste der 161., der 293. und der 355. Infanterie-Division herangezogen. Der Stab war der ehemalige Stab der 161. Infanterie-Division. Die unterstellten Regimenter und Bataillone behielten ihre ursprünglichen Bezeichnungen.
Die Unterstellung kam unter die 1. Panzerarmee bei der Heeresgruppe Süd mit Einsatz an der Ostfront. Im Februar 1944 war die Korps-Abteilung A hier bei der 8. Armee im Gebiet um Jassy. Im Gebiet um Jassy blieb die Korps-Abteilung A, kam aber einen Monat später zur 6. Armee, welche ab April 1944 bei der Heeresgruppe Südukraine war.
Am 27. Juli 1944 wurde die Korps-Abteilung A in die neu aufzustellende 161. Infanterie-Division umbenannt.

## Gliederung
- Kommando der Korps-Abteilung A
- Divisionsgruppe 161 aus Stab des Grenadier-Regiments 371, Regimentsgruppe 336 (II./336) und 371 (II./371)
- Divisionsgruppe 293 aus Stab des Grenadier-Regiments 521, Regimentsgruppe 511 (II./551) und 512 (II./512)
- Divisionsgruppe 355 aus Stab des Grenadier-Regiments 866, Regimentsgruppe 510 (I./510 der 293. Infanterie-Division) und 866 (I./866)
- Divisions-Füsilier-Bataillon 161 (I./364 der 161. Infanterie-Division)
- Panzerjagd-Abteilung 241 (Panzerjagd-Abteilung 241 der 161. Infanterie-Division mit Panzerjagd-Abteilung 293 und 355)
- Artillerie-Regiment 241 mit Artillerie-Abteilung I./355, II./241, III./293 und IV./241
- Pionier-Bataillon 241 (Pionier-Bataillon 241 der 161. Infanterie-Division mit Pionier-Bataillon 293 und 355)
- Nachrichten-Abteilung 241 (von der 161. Infanterie-Division)
- Feldersatz-Bataillon 241
- Nachschubtruppen 241 (von der 161. Infanterie-Division)

## Kommandeure
- Generalmajor Paul Drekmann: von der Aufstellung bis Januar 1944 mit der Führung beauftragt, letzter Kommandeur der aufgelösten 161. Infanterie-Division
- Generalmajor/Generalleutnant Paul Drekmann: von Februar 1944 bis zur Auflösung; übernahm die aus der Korps-Abteilung A neu aufgestellte 161. Infanterie-Division